# 심술 각하
심술 각하는 한국에서 제작된 이형표 감독의 1966년 영화이다. 장동휘 등이 주연으로 출연하였고 이종벽 등이 제작에 참여하였다.

## 출연

### 주연
- 장동휘
- 황해
- 이대엽
- 서영춘

## 제작진
- 조명: 차정남
- 미술: 박석인